# 12339 Carloo
12339 Carloo eller 1992 YW1 är en asteroid i huvudbältet som upptäcktes den 18 december 1992 av den belgiske astronomen Eric W. Elst vid CERGA-observatoriet. Den är uppkallad efter Carloo i Belgien.
Asteroiden har en diameter på ungefär 4 kilometer.